# Imre Harangi
Imre Harangi (* 16. Oktober 1913 in Nyíradony; † 4. Februar 1979 in Budapest) war ein ungarischer Boxer.
Harangi begann im Alter von 16 Jahren beim Herminamezei AC in Budapest mit dem Boxen. In den Jahren 1933–1938 war er sechs Mal hintereinander ungarischer Meister im Leichtgewicht (-61,2 kg). 1934 war er Silbermedaillengewinner der Europameisterschaften 1934 und bei den Olympischen Spielen 1936 gewann er mit einem Finalsieg über Nikolai Stepulov, Estland, die Goldmedaille.
Während des Zweiten Weltkriegs diente Harangi bei der Luftwaffe. Bei einer Notlandung wurde er schwer verwundet, so dass er nach dem Krieg nicht wieder Boxen konnte. Stattdessen wurde er Jugendtrainer beim SE MÁVAG.